# Чемпіонат світу з футболу 1966 (група 1)
Матчі Групи 1 чемпіонату світу з футболу 1966 відбувалися з 11 по 20 липня 1966 року. Учасниками змагання в групі були збірні Уругваю, Франції, Мексики, а також господарі турніру збірна Англії. Переможцями групи стали англійці, які згодом вибороли й титул переможців турніру, а другим учасником стадії плей-оф з Групи 1 стала команда Уругваю.

## Турнірне становище
| Поз | Команда | І | В | Н | П | ГЗ | ГП | ГС    | О | Кваліфікація            |
| --- | ------- | - | - | - | - | -- | -- | ----- | - | ----------------------- |
| 1   | Англія  | 3 | 2 | 1 | 0 | 4  | 0  | —     | 5 | Вихід до стадії плей-оф |
| 2   | Уругвай | 3 | 1 | 2 | 0 | 2  | 1  | 2,000 | 4 | Вихід до стадії плей-оф |
| 3   | Мексика | 3 | 0 | 2 | 1 | 1  | 3  | 0,333 | 2 |                         |
| 4   | Франція | 3 | 0 | 1 | 2 | 2  | 5  | 0,400 | 1 |                         |

## Матчі

### Англія — Уругвай
Гра-відкриття за участі господарів турніру не виправдала очікувань уболівальників, які заповнили лондонський Вемблі. Ургугвайці зробили ставку на обережну гру в захисті, нейтралізувавши напад збірної Англії, і не проводили масованих атак. Найближчим до відкриття рахунку в грі був нападник господарів Джон Коннеллі, чий удар головою прийняла на себе хрестовина воріт південноамериканської команди.
| 11 липня 1966 19:30 UTC+1 |

| Англія | 0–0      | Уругвай |
| ------ | -------- | ------- |
|        | Протокол |         |

| Вемблі, Лондон Глядачів: 87,148 Арбітр: Іштван Жолт (Угорщина) |

| Англія | Уругвай |

| ВР               | 1  | Гордон Бенкс  |
| ЗХ               | 2  | Джордж Коен   |
| ЗХ               | 5  | Джек Чарльтон |
| ЗХ               | 6  | Боббі Мур (к) |
| ЗХ               | 3  | Рей Вілсон    |
| ПЗ               | 4  | Ноббі Стайлс  |
| ПЗ               | 9  | Боббі Чарлтон |
| ПЗ               | 7  | Алан Болл     |
| НП               | 8  | Джиммі Грівз  |
| НП               | 21 | Роджер Гант   |
| НП               | 11 | Джон Коннеллі |
| Головний тренер: |    |               |
| Альф Ремзі       |    |               |

| ВР               | 1  | Ладислао Мазуркевич |
| ЗХ               | 2  | Орасіо Троче (к)    |
| ЗХ               | 15 | Луїс Убінья         |
| ЗХ               | 3  | Хорхе Манісера      |
| ЗХ               | 5  | Нестор Гонсальвес   |
| ЗХ               | 6  | Омар Каетано        |
| ПЗ               | 18 | Мільтон Вієра       |
| ПЗ               | 7  | Хуліо Сесар Кортес  |
| ПЗ               | 10 | Педро Роча          |
| НП               | 19 | Ектор Сільва        |
| НП               | 11 | Домінго Перес       |
| Головний тренер: |    |                     |
| Ондіно Вієра     |    |                     |

### Франція — Мексика
Гра проходила за переваги французької команди, яка грала гостріше протягом першого тайму. Проте першими у грі відзначилися їх суперники — на початку другого тайму навіс від Аарона Падільї замикав Енріке Борха, чий удар був заблокований французьким голкіпером, проте той же Борха виявився найспритнішим при добиванні. Максимум, якого вдалося досягти європейській команді, це зрівняти рахунок — Жерар Оссер відзначився, також добивши м'яч після сейву воротаря суперників.
| 13 липня 1966 19:30 UTC+1 |

| Франція   | 1–1      | Мексика   |
| --------- | -------- | --------- |
| Оссер 62' | Протокол | Борха 48' |

| Вемблі, Лондон Глядачів: 69,237 Арбітр: Менахем Ашкеназі (Ізраїль) |

| Франція | Мексика |

| ВР               | 1  | Марсель Обур         |
| ЗХ               | 5  | Бернар Боск'є        |
| ЗХ               | 6  | Робер Будзинський    |
| ЗХ               | 11 | Габріель Де Мішель   |
| ЗХ               | 12 | Жан Джоркаєфф        |
| ПЗ               | 2  | Марсель Артелеса (к) |
| ПЗ               | 4  | Жозеф Боннель        |
| ПЗ               | 16 | Робер Ербен          |
| НП               | 8  | Нестор Комбен        |
| НП               | 13 | Філіпп Гонде         |
| НП               | 14 | Жерар Оссер          |
| Головний тренер: |    |                      |
| Анрі Герен       |    |                      |

| ВР                     | 12 | Ігнасіо Кальдерон  |
| ЗХ                     | 2  | Артуро Чайрес Різо |
| ЗХ                     | 3  | Густаво Пенья (к)  |
| ЗХ                     | 14 | Габріель Нуньєс    |
| ПЗ                     | 6  | Ісідро Діас Мехіа  |
| ПЗ                     | 15 | Гільєрмо Ернандес  |
| ПЗ                     | 17 | Магдалено Меркадо  |
| НП                     | 8  | Аарон Паділья      |
| НП                     | 10 | Хав'єр Фрагосо     |
| НП                     | 19 | Сальвадор Реєс     |
| НП                     | 20 | Енріке Борха       |
| Головний тренер:       |    |                    |
| Ігнасіо Трельєс Кампос |    |                    |

### Уругвай — Франція
Уругвайська збірна свою друго поспіль гру на турнірі розпочала граючи «від оборони», проте дуже швидко була змушена змінювати тактику, адже вже на 15-й хвилині гри француз Ектор Де Бургонь вивів свою команду уперед, реалізувавши пенальті. Південноамериканці переключилися на атакувальну гру, яка дуже швидко принесла успіх — Педро Роча зрівняв рахунок на 26-й хвилині, а ще за п'ять хвилин Хуліо Кортес змінив рахунок на користь Уругваю. За годину, що лишалася до завершення гри, уругвайці були ближчими до збільшення переваги в рахунку, ніж Франція до його зрівняння, проте Уругвай не реалізував низку гольових шансів, довівши, утім, гру до переможного для себе завершення.
| 15 липня 1966 19:30 UTC+1 |

| Уругвай             | 2–1      | Франція               |
| ------------------- | -------- | --------------------- |
| Роча 26' Кортес 31' | Протокол | Де Бургонь 15' (пен.) |

| Вайт Сіті, Лондон Глядачів: 45,662 Арбітр: Кароль Гальба (Чехословаччина) |

| Ургувай | Франція |

| ВР               | 1  | Ладислао Мазуркевич |
| ЗХ               | 2  | Орасіо Троче (к)    |
| ЗХ               | 3  | Хорхе Манісера      |
| ЗХ               | 5  | Нестор Гонсальвес   |
| ЗХ               | 15 | Луїс Убінья         |
| ПЗ               | 6  | Омар Каетано        |
| ПЗ               | 7  | Хуліо Сесар Кортес  |
| НП               | 9  | Хосе Сасія          |
| НП               | 10 | Педро Роча          |
| НП               | 11 | Домінго Перес       |
| НП               | 18 | Мільтон Вієра       |
| Головний тренер: |    |                     |
| Ондіно Вієра     |    |                     |

| ВР               | 1  | Марсель Обур         |
| ЗХ               | 5  | Бернар Боск'є        |
| ЗХ               | 6  | Робер Будзинський    |
| ЗХ               | 12 | Жан Джоркаєфф        |
| ЗХ               | 2  | Марсель Артелеса (к) |
| ПЗ               | 4  | Жозеф Боннель        |
| ПЗ               | 15 | Ів Ербе              |
| ЗХ               | 10 | Ектор Де Бургонь     |
| НП               | 13 | Філіпп Гонде         |
| НП               | 14 | Жерар Оссер          |
| ПЗ               | 20 | Жак Сімон            |
| Головний тренер: |    |                      |
| Анрі Герен       |    |                      |

### Англія — Мексика
У своїй другій грі на турнірі його господарі знову грали проти суперника, який зробив акцент на захисті власних воріт. Атаки англійців були безрезультатними до 37-ї хвилини, коли один з лідерів команди Боббі Чарлтон наважився на дальній удар, який виявився успішним. Згодом господарі світової першості продовжували домінувати на полі і на 75-й хвилині свою перевагу подвоїли — все той же Боббі Чарлтон вивів на ударну позицію Джиммі Грівза, чий удар був відбитий мексиканським воротарем, але прямо на Роджера Ганта, який добив м'яч у порожні ворота.
| 16 липня 1966 19:30 UTC+1 |

| Англія                  | 2–0      | Мексика |
| ----------------------- | -------- | ------- |
| Б. Чарлтон 37' Гант 75' | Протокол |         |

| Вемблі, Лондон Глядачів: 92,570 Арбітр: Кончетто Ло Белло (Італія) |

| Англія | Мексика |

| ВР               | 1  | Гордон Бенкс  |
| ЗХ               | 2  | Джордж Коен   |
| ЗХ               | 5  | Джек Чарльтон |
| ЗХ               | 6  | Боббі Мур (к) |
| ЗХ               | 3  | Рей Вілсон    |
| ПЗ               | 4  | Ноббі Стайлс  |
| ПЗ               | 9  | Боббі Чарлтон |
| ПЗ               | 7  | Алан Болл     |
| НП               | 8  | Джиммі Грівз  |
| НП               | 21 | Роджер Гант   |
| НП               | 19 | Террі Пейн    |
| Головний тренер: |    |               |
| Альф Ремзі       |    |               |

| ВР                     | 12 | Ігнасіо Кальдерон  |
| ЗХ                     | 2  | Артуро Чайрес Різо |
| ЗХ                     | 3  | Густаво Пенья (к)  |
| ЗХ                     | 14 | Габріель Нуньєс    |
| ЗХ                     | 15 | Гільєрмо Ернандес  |
| ПЗ                     | 4  | Хесус дель Муро    |
| ПЗ                     | 6  | Ісідро Діас Мехіа  |
| НП                     | 19 | Сальвадор Реєс     |
| НП                     | 20 | Енріке Борха       |
| НП                     | 5  | Ігнасіо Хаурегі    |
| НП                     | 8  | Аарон Паділья      |
| Головний тренер:       |    |                    |
| Ігнасіо Трельєс Кампос |    |                    |

### Мексика — Уругвай
Малюнок гри був обумовлений турнірним становищем команд. Якщо уругвайцям для виходу до стадії плей-оф цілком було достатньо нічиєї, то мексиканцям була необхідна перемога з різницею у щонайменше два м'ячі. Відповідно більша частина гри пройшла в атаках мексиканської збірної, яка, утім, не змогла подолати захисні побудови суперників, і рахунок у матчі так й не було відкрито.
| 19 липня 1966 16:30 UTC+1 |

| Мексика | 0–0      | Уругвай |
| ------- | -------- | ------- |
|         | Протокол |         |

| Вемблі, Лондон Глядачів: 61,112 Арбітр: Бертіль Леев (Швеція) |

| Мексика | Уругвай |

| ВР                     | 1  | Антоніо Карбахаль  |
| ЗХ                     | 2  | Артуро Чайрес Різо |
| ЗХ                     | 3  | Густаво Пенья (к)  |
| ЗХ                     | 14 | Габріель Нуньєс    |
| ПЗ                     | 6  | Ісідро Діас Мехіа  |
| НП                     | 9  | Ернесто Сіснерос   |
| ЗХ                     | 15 | Гільєрмо Ернандес  |
| ПЗ                     | 17 | Магдалено Меркадо  |
| НП                     | 8  | Аарон Паділья      |
| НП                     | 19 | Сальвадор Реєс     |
| НП                     | 20 | Енріке Борха       |
| Головний тренер:       |    |                    |
| Ігнасіо Трельєс Кампос |    |                    |

| ВР               | 1  | Ладислао Мазуркевич |
| ЗХ               | 2  | Орасіо Троче (к)    |
| ЗХ               | 3  | Хорхе Манісера      |
| ЗХ               | 5  | Нестор Гонсальвес   |
| ЗХ               | 15 | Луїс Убінья         |
| ПЗ               | 6  | Омар Каетано        |
| ПЗ               | 7  | Хуліо Сесар Кортес  |
| НП               | 9  | Хосе Сасія          |
| НП               | 10 | Педро Роча          |
| НП               | 11 | Домінго Перес       |
| НП               | 18 | Мільтон Вієра       |
| Головний тренер: |    |                     |
| Ондіно Вієра     |    |                     |

### Англія — Франція
Попри те, що для виходу до плей-оф перемога була абсолютно необхідна збірній Франції, хід матчу більше контролювали англійці. Утім атаки господарів турніру довгий час лишалися безрезультатними, зокрема їх нападники раз-по-раз опинялися у положенні поза грою. Нарешті наприкінці першого тайму Роджер Гант відкрив рахнок, зреагувавши на відскок м'яча від стійки воріт після удара головою від Джека Чарльтона. А за 15 хвилин до завершення гри все той же Гант подвоїв перевагу своєї команди, коли воротар французів Марсель Обур не зміг справитися з його нескладним ударом головою, і встановив остаточний рахунок гри.
| 20 липня 1966 19:30 UTC+1 |

| Англія        | 2–0      | Франція |
| ------------- | -------- | ------- |
| Гант 38', 75' | Протокол |         |

| Вемблі, Лондон Глядачів: 98,270 Арбітр: Артуро Ямасакі (Перу) |

| Англія | Франція |

| ВР               | 1  | Гордон Бенкс  |
| ЗХ               | 2  | Джордж Коен   |
| ЗХ               | 5  | Джек Чарльтон |
| ЗХ               | 6  | Боббі Мур (к) |
| ЗХ               | 3  | Рей Вілсон    |
| ПЗ               | 4  | Ноббі Стайлс  |
| ПЗ               | 9  | Боббі Чарлтон |
| ПЗ               | 20 | Іан Каллаган  |
| НП               | 8  | Джиммі Грівз  |
| НП               | 21 | Роджер Гант   |
| НП               | 16 | Мартін Пітерс |
| Головний тренер: |    |               |
| Альф Ремзі       |    |               |

| ВР               | 1  | Марсель Обур         |
| ЗХ               | 12 | Жан Джоркаєфф        |
| ЗХ               | 2  | Марсель Артелеса (к) |
| ЗХ               | 6  | Робер Будзинський    |
| ЗХ               | 5  | Бернар Боск'є        |
| ЗХ               | 4  | Жозеф Боннель        |
| ПЗ               | 16 | Робер Ербен          |
| ПЗ               | 20 | Жак Сімон            |
| НП               | 15 | Ів Ербе              |
| НП               | 13 | Філіпп Гонде         |
| НП               | 14 | Жерар Оссер          |
| Головний тренер: |    |                      |
| Анрі Герен       |    |                      |